# Items, Tijdschrift voor vormgeving
Items, Tijdschrift voor vormgeving is een voormalig Nederlands tijdschrift over vormgeving opgericht in 1982 door Thijs Asselbergs en anderen, dat tussen 1982 en 2011 tweemaandelijks is verschenen.

## Geschiedenis
Het tijdschrift Items is in 1982 opgericht door Thijs Asselbergs en Jan Pesman, in de tijd dat beiden afstudeerden aan de Technische Hogeschool te Delft. Samen met de studiegenoten Hans Kamphuis en Peter Paul van Wissen vormden zij in de eerste jaren de redactieraad. Asselbergs nam de eindredactie op zich en Pao Lien Djie deed het redactiewerk. In 1992 nam Max Bruinsma het stokje van Asselbergs over en ontving hiervoor in 2005 een Pierre Bayle-prijs.
Het tijdschrift was opgezet om een interdisciplinair beeld te geven van de vormgeving en architectuur in Nederland. Hierbij wenste het een gebied te bezien van autonome kunsten, foto, muziek en film tot toegepaste kunst van grafische vormgeving, etaleren, mode, industriële vormgeving, interieurontwerp, architectuur en stedebouw tot landschapsinrichting.
In de eerste paar jaar konden ontwerpers zelf werk beschikbaar stellen ter publicatie, en daarna werd zoals gebruikelijk een redactioneel beleid ingevoerd. In 1993 fuseerde Items met het vormgevingstijdschrift Industrieel Ontwerpen en werd Renny Ramakers enige tijd hoofdredacteur. Het tijdschrift verscheen daarna enige tijd tweetalig en in twee edities; een publieksgericht en een vakgericht tijdschrift.
Na een faillissement van het tijdschrift in 2009 is vier jaar later, in 2013, onder dezelfde naam een website gestart met een historisch archief van de eerdere publicaties.